# Retaria
A Retaria a Rhizaria egy kládja, a likacsosházúakat és a sugárállatkákat tartalmazza. 2019-ben a Rhizaria bazális csoportjaként, a Cercozoa testvércsoportjaként fogadták el.
Jobbára tengeri heterotrófok.

## Történet
2002-ben írta le Thomas Cavalier-Smith. Az Endomyxát, mely eredetileg a Cercozoa tagja volt, később a Retariába helyezték, de Adl et al. 2019-es összefoglalása szerint az Endomyxa testvértaxonja lehet, és míg egy 2017-es tanulmány szerint az Endomyxa a Retariában jelent meg, egy másik 2017-es tanulmány szerint az Endomyxa a Retaria testvére.

## Morfológia
Retikulopódiumai vagy axopódiumai vannak, sejtvázuk több különböző típusba tartozhat.